# 季禄儿
季禄儿，元朝政治人物。

## 生平
接替贾汝舟任松江府知府一职，由申杲接任。